# François Kamano
 François Kamano  (Conakri, Guinea, 1 de mayo de 1996) es un futbolista guineano. Juega de delantero y su equipo es el Damac Club de la Liga Profesional Saudí.

## Estadísticas
Actualizado al 22 de mayo de 2025.
| Club                               | Div.          | Temporada     | Liga  | Liga  | Copa nacional | Copa nacional | Copa internacional | Copa internacional | Total | Total |
| Club                               | Div.          | Temporada     | Part. | Goles | Part.         | Goles         | Part.              | Goles              | Part. | Goles |
| ---------------------------------- | ------------- | ------------- | ----- | ----- | ------------- | ------------- | ------------------ | ------------------ | ----- | ----- |
| S. C. Bastia Francia               | 1.ª           | 2014-15       | 24    | 4     | 2             | 0             | —                  | —                  | 26    | 4     |
| S. C. Bastia Francia               | 1.ª           | 2015-16       | 23    | 3     | 1             | 1             | —                  | —                  | 24    | 4     |
| S. C. Bastia Francia               | Total club    | Total club    | 47    | 7     | 3             | 1             | 0                  | 0                  | 50    | 8     |
| F. C. Girondins de Burdeos Francia | 1.ª           | 2016-17       | 30    | 6     | 7             | 2             | —                  | —                  | 37    | 8     |
| F. C. Girondins de Burdeos Francia | 1.ª           | 2017-18       | 35    | 8     | 2             | 0             | 2                  | 0                  | 39    | 8     |
| F. C. Girondins de Burdeos Francia | 1.ª           | 2018-19       | 37    | 10    | 3             | 0             | 11                 | 3                  | 51    | 13    |
| F. C. Girondins de Burdeos Francia | 1.ª           | 2019-20       | 11    | 1     | 1             | 0             | —                  | —                  | 12    | 1     |
| F. C. Girondins de Burdeos Francia | Total club    | Total club    | 113   | 25    | 13            | 2             | 13                 | 3                  | 139   | 30    |
| F. C. Lokomotiv Moscú · Rusia      | 1.ª           | 2020-21       | 25    | 5     | 4             | 4             | 4                  | 0                  | 33    | 9     |
| F. C. Lokomotiv Moscú · Rusia      | 1.ª           | 2021-22       | 16    | 2     | 1             | 0             | 4                  | 1                  | 21    | 3     |
| F. C. Lokomotiv Moscú · Rusia      | 1.ª           | 2022-23       | 28    | 3     | 9             | 3             | —                  | —                  | 37    | 6     |
| F. C. Lokomotiv Moscú · Rusia      | Total club    | Total club    | 69    | 10    | 14            | 7             | 8                  | 1                  | 91    | 18    |
| Abha Club Arabia Saudita           | 1.ª           | 2023-24       | 31    | 2     | 2             | 0             | —                  | —                  | 33    | 2     |
| Abha Club Arabia Saudita           | Total club    | Total club    | 31    | 2     | 2             | 0             | 0                  | 0                  | 33    | 2     |
| Damac Club Arabia Saudita          | 1.ª           | 2024-25       | 30    | 4     | 1             | 0             | —                  | —                  | 31    | 4     |
| Damac Club Arabia Saudita          | Total club    | Total club    | 30    | 4     | 1             | 0             | 0                  | 0                  | 31    | 4     |
| Total carrera                      | Total carrera | Total carrera | 290   | 48    | 33            | 10            | 21                 | 4                  | 344   | 62    |

## Palmarés

### Títulos nacionales
| Título        | Club                  | País  | Año     |
| ------------- | --------------------- | ----- | ------- |
| Copa de Rusia | F. C. Lokomotiv Moscú | Rusia | 2020-21 |